# احمد القطاوی
احمد القطاوی (عربی: أحمد قطاوي؛ زادهٔ ۸ آوریل ۱۹۹۱) یک ورزشکار اهل مصر است.
از باشگاه‌هایی که در آن بازی کرده‌است می‌توان به باشگاه ورزشی زمالک، تیم ملی فوتبال مصر، و باشگاه فوتبال المصری اشاره کرد.
وی همچنین در تیم ملی فوتبال مصر بازی کرده است.